# Allolepis texana
Allolepis texana là một loài thực vật có hoa trong họ Hòa thảo. Loài này được (Vasey) Soderstr. & H.F.Decker mô tả khoa học đầu tiên năm 1965.

## Hình ảnh

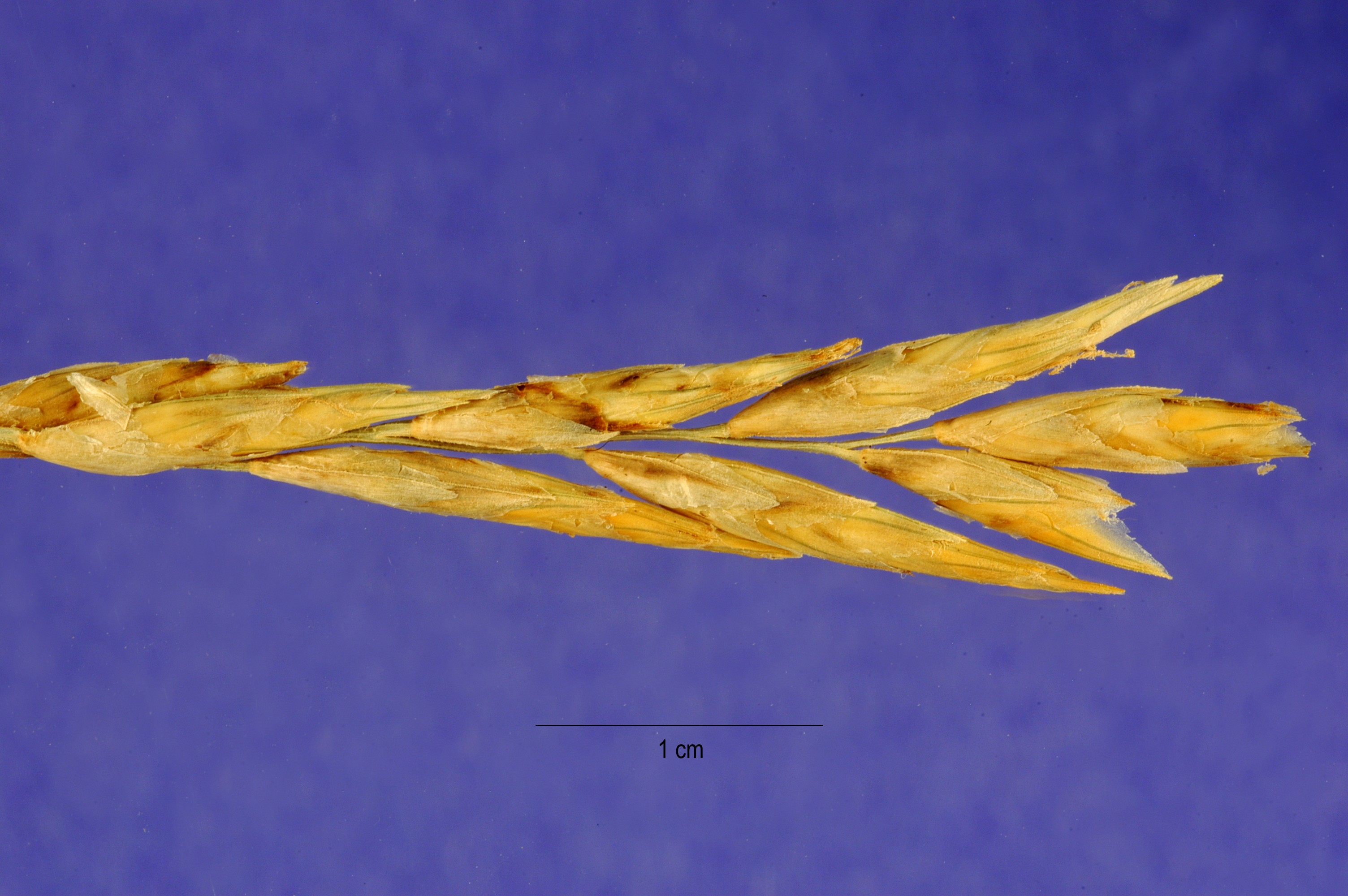